# Omloop Het Nieuwsblad
Omloop Het Nieuwsblad, dříve známý jako Omloop Het Volk, je jednodenní cyklistický závod v Belgii. Jeho obvyklým termínem je konec února. Je to první závod belgické cyklistické sezóny, stejně jako první závod roku v severozápadní Evropě, a i díky tomu si drží významnou prestiž. Od roku 2017 je závod součástí UCI World Tour, série nejprestižnějších cyklistických závodů.

## Seznam vítězů
| Rok  | Země                   | Jezdec                 | Tým                                 |
| ---- | ---------------------- | ---------------------- | ----------------------------------- |
| 1945 | Belgie                 | Jean Bogaerts          | Alcyon–Dunlop                       |
| 1946 | Belgie                 | André Pieters          | Alcyon–Dunlop                       |
| 1947 | Belgie                 | Albert Sercu           | Bertin–Wolber                       |
| 1948 | Belgie                 | Sylvain Grysolle       | Zircon                              |
| 1949 | Belgie                 | André Declerck         | Bertin–Wolber                       |
| 1950 | Belgie                 | André Declerck         | Bertin–Wolber                       |
| 1951 | Belgie                 | Jean Bogaerts          | Starnord–Wolber                     |
| 1952 | Belgie                 | Ernest Sterckx         | L'Avenir                            |
| 1953 | Belgie                 | Ernest Sterckx         | L'Avenir                            |
| 1954 | Belgie                 | Karel De Baere         | Mercier–BP–Hutchinson               |
| 1955 | Belgie                 | Lode Anthonis          | L'Avenir                            |
| 1956 | Belgie                 | Ernest Sterckx         | L'Avenir                            |
| 1957 | Belgie                 | Norbert Kerckhove      | Faema–Guerra                        |
| 1958 | Belgie                 | Joseph Planckaert      | Carpano                             |
| 1959 | Irsko                  | Seamus Elliott         | Helyett–Fynsec                      |
| 1960 | Nejelo se              | Nejelo se              | Nejelo se                           |
| 1961 | Belgie                 | Arthur De Cabooter     | Groene Leeuw–Sinalco–SAS            |
| 1962 | Belgie                 | Robert De Middeleir    | Wiel’s–Groene Leeuw                 |
| 1963 | Belgie                 | René Van Meenen        | Wiel’s–Groene Leeuw                 |
| 1964 | Belgie                 | Frans Melckenbeek      | Mercier–BP–Hutchinson               |
| 1965 | Belgie                 | Noël De Pauw           | Solo–Superia                        |
| 1966 | Nizozemsko             | Jo de Roo              | Televizier–Batavus                  |
| 1967 | Belgie                 | Willy Vekemans         | Goldor–Gerka                        |
| 1968 | Belgie                 | Herman Van Springel    | Mann–Grundig                        |
| 1969 | Belgie                 | Roger De Vlaeminck     | Flandria–De Clerck–Krüger           |
| 1970 | Belgie                 | Frans Verbeeck         | Geens–Watney                        |
| 1971 | Belgie                 | Eddy Merckx            | Molteni                             |
| 1972 | Belgie                 | Frans Verbeeck         | Watney–Avia                         |
| 1973 | Belgie                 | Eddy Merckx            | Molteni                             |
| 1974 | Belgie                 | Joseph Bruyère         | Molteni                             |
| 1975 | Belgie                 | Joseph Bruyère         | Molteni–RYC                         |
| 1976 | Belgie                 | Willem Peeters         | Ijsboerke–Colnago                   |
| 1977 | Belgie                 | Freddy Maertens        | Flandria–Velda–Latina Assicurazioni |
| 1978 | Belgie                 | Freddy Maertens        | Flandria–Velda–Lano                 |
| 1979 | Belgie                 | Roger De Vlaeminck     | Gis Gelati                          |
| 1980 | Belgie                 | Joseph Bruyère         | Marc–Carlos–V.R.D.                  |
| 1981 | Nizozemsko             | Jan Raas               | TI–Raleigh–Creda                    |
| 1982 | Belgie                 | Alfons De Wolf         | Vermeer Thijs                       |
| 1983 | Belgie                 | Alfons De Wolf         | Bianchi–Piaggio                     |
| 1984 | Belgie                 | Eddy Planckaert        | Panasonic                           |
| 1985 | Belgie                 | Eddy Planckaert        | Panasonic                           |
| 1986 | Nejelo se kvůli sněhu. | Nejelo se kvůli sněhu. | Nejelo se kvůli sněhu.              |
| 1987 | Nizozemsko             | Teun Van Vliet         | Panasonic                           |
| 1988 | Belgie                 | Ronny Van Holen        | Roland                              |
| 1989 | Belgie                 | Etienne De Wilde       | Histor–Sigma                        |
| 1990 | Belgie                 | Johan Capiot           | TVM                                 |
| 1991 | Německo                | Andreas Kappes         | Toshiba–Look                        |
| 1992 | Belgie                 | Johan Capiot           | TVM–Sanyo                           |
| 1993 | Belgie                 | Wilfried Nelissen      | Novemail–Histor                     |
| 1994 | Belgie                 | Wilfried Nelissen      | Novemail–Histor                     |
| 1995 | Itálie                 | Franco Ballerini       | Mapei–GB–Latexco                    |
| 1996 | Belgie                 | Tom Steels             | Mapei–GB                            |
| 1997 | Belgie                 | Peter Van Petegem      | TVM–Farm Frites                     |
| 1998 | Belgie                 | Peter Van Petegem      | TVM–Farm Frites                     |
| 1999 | Belgie                 | Frank Vandenbroucke    | Cofidis                             |
| 2000 | Belgie                 | Johan Museeuw          | Mapei–Quick-Step                    |
| 2001 | Itálie                 | Michele Bartoli        | Mapei–Quick-Step                    |
| 2002 | Belgie                 | Peter Van Petegem      | Lotto–Adecco                        |
| 2003 | Belgie                 | Johan Museeuw          | Quick-Step–Davitamon                |
| 2004 | Nejelo se kvůli sněhu. | Nejelo se kvůli sněhu. | Nejelo se kvůli sněhu.              |
| 2005 | Belgie                 | Nick Nuyens            | Quick-Step–Innergetic               |
| 2006 | Belgie                 | Philippe Gilbert       | Française des Jeux                  |
| 2007 | Itálie                 | Filippo Pozzato        | Liquigas                            |
| 2008 | Belgie                 | Philippe Gilbert       | Française des Jeux                  |
| 2009 | Norsko                 | Thor Hushovd           | Cervélo TestTeam                    |
| 2010 | Španělsko              | Juan Antonio Flecha    | Team Sky                            |
| 2011 | Nizozemsko             | Sebastian Langeveld    | Rabobank                            |
| 2012 | Belgie                 | Sep Vanmarcke          | Garmin–Barracuda                    |
| 2013 | Itálie                 | Luca Paolini           | Team Katusha                        |
| 2014 | Spojené království     | Ian Stannard           | Team Sky                            |
| 2015 | Spojené království     | Ian Stannard           | Team Sky                            |
| 2016 | Belgie                 | Greg Van Avermaet      | BMC Racing Team                     |
| 2017 | Belgie                 | Greg Van Avermaet      | BMC Racing Team                     |
| 2018 | Dánsko                 | Michael Valgren        | Astana                              |
| 2019 | Česko                  | Zdeněk Štybar          | Deceuninck–Quick-Step               |
| 2020 | Belgie                 | Jasper Stuyven         | Trek–Segafredo                      |
| 2021 | Itálie                 | Davide Ballerini       | Deceuninck–Quick-Step               |
| 2022 | Belgie                 | Wout van Aert          | Team Jumbo–Visma                    |
| 2023 | Nizozemsko             | Dylan van Baarle       | Team Jumbo–Visma                    |
| 2024 | Slovinsko              | Jan Tratnik            | Visma–Lease a Bike                  |
| 2025 | Norsko                 | Søren Wærenskjold      | Uno-X Mobility                      |

### Vícenásobní vítězové
Jezdci psaní kurzívou jsou stále aktivní
| Počet vítězství | Jezdec                   | Ročníky          |
| --------------- | ------------------------ | ---------------- |
| 3               | Ernest Sterckx (BEL)     | 1952, 1953, 1956 |
| 3               | Joseph Bruyère (BEL)     | 1974, 1975, 1980 |
| 3               | Peter Van Petegem (BEL)  | 1997, 1998, 2002 |
| 2               | Jean Bogaerts (BEL)      | 1945, 1951       |
| 2               | André Declerck (BEL)     | 1949, 1950       |
| 2               | Frans Verbeeck (BEL)     | 1970, 1972       |
| 2               | Eddy Merckx (BEL)        | 1971, 1973       |
| 2               | Freddy Maertens (BEL)    | 1977, 1978       |
| 2               | Roger De Vlaeminck (BEL) | 1969, 1979       |
| 2               | Fons De Wolf (BEL)       | 1982, 1983       |
| 2               | Eddy Planckaert (BEL)    | 1984, 1985       |
| 2               | Johan Capiot (BEL)       | 1990, 1992       |
| 2               | Wilfried Nelissen (BEL)  | 1993, 1994       |
| 2               | Johan Museeuw (BEL)      | 2000, 2003       |
| 2               | Philippe Gilbert (BEL)   | 2006, 2008       |
| 2               | Ian Stannard (GBR)       | 2014, 2015       |
| 2               | Greg Van Avermaet (BEL)  | 2016, 2017       |

### Vítězství podle zemí
| Počet vítězství | Země                                           |
| --------------- | ---------------------------------------------- |
| 58              | Belgie                                         |
| 5               | Itálie Nizozemsko                              |
| 2               | Norsko Spojené království                      |
| 1               | Česko Dánsko Irsko Německo Slovinsko Španělsko |